# Stara Ves Petrovska
 Stara Ves Petrovska  falu Horvátországban Krapina-Zagorje megyében. Közigazgatásilag Petrovskóhoz tartozik.

## Fekvése
Krapinától 3 km-re délnyugatra,  községközpontjától 2 km-re délre a Horvát Zagorje területén, a megye északi részén, az A2-es autópálya mellett fekszik.

## Története
A falunak 1857-ben 130, 1910-ben 265 lakosa volt. Trianonig Varasd vármegye Krapinai járásához tartozott. 
2001-ben 186 lakosa volt.

## Külső hivatkozások
Petrovsko község hivatalos oldala